# Bruno de Smedt
Bruno de Smedt (1965) is een Belgische beeldhouwer en houtkunstenaar.
De Smedt studeerde houtbewerker-beeldhouwer aan de Koninklijke Academie voor Schone Kunsten van Antwerpen met als specialisatie ornamentsculptuur. Naast hout gebruikt hij in zijn werken ook metaal. Niet enkel in de gesmede sokkels, die deel uitmaken van het beeldhouwwerk, maar ook in de houtsculpturen zelf.

## Openbare werken (selectie)
- Guirlande Antwerpen - Kloosterstraat 81, 2000 Antwerpen
- Eddy - Carnotstraat 112, 2060 Antwerpen

## Exposities
- Galerie Lieve Lambrecht 2012[1]
- Artgalerie deWeverij[2]
- Cuesta 2007[3]